# Kyra Vayne
Kyra Vayne, eigentlich Kyra Knopmuss (* 1916 in Petrograd; † 2001 in London), war eine russische Opernsängerin (Sopran).

## Leben
Sie stammte aus einer adligen Familie, die während der Oktoberrevolution 1924 nach England floh. Nachdem sie zunächst in Revuen und Varietés gesungen hatte, war sie während des Zweiten Weltkrieges regelmäßig im Rundfunk zu hören. Sie trat mit diversen Opernkompanien in England auf und gastierte an Opernhäusern in Barcelona, London und Florenz. Nach dem Tode ihres Managers kam ihre Karriere in den 1960er Jahren zum Erliegen und sie geriet in Vergessenheit.
In den 1990er Jahren brachte die Firma Preiser Records erstmals eine CD mit alten Aufnahmen von Kyra Vayne heraus. Es handelte sich um Aufnahmen, die einst zu Demonstrationszwecken hergestellt worden waren, sowie um Rundfunkmitschnitte aus Vaynes Privatarchiv. Infolge dieser Veröffentlichung zeigten die Medien wieder Interesse an ihr. Sie gab Interviews, trat in Fernsehsendungen auf und veröffentlichte 1999 ihre Autobiographie „A Voice Reborn“.

## Aufnahmen
- „Lebendige Vergangenheit – Kyra Vayne“ (Preiser Records)
- „Lebendige Vergangenheit – Kyra Vayne II“ (Preiser Records)

## Werke
- A Voice Reborn (Arcadia Books), ISBN 1-900850-27-3